# Pink
Алі́ша Бет Мур (англ. Alecia Beth Moore; нар. 8 вересня 1979, Дойлстаун, Пенсільванія, США), більш знана як Pink, стилізовано P!nk — американська співачка, авторка пісень, акторка, танцюристка, музична продюсерка, активістка, благодійниця та речниця.
У підлітковому віці Pink була учасницею жіночого гурту «Choice». Її перший сольний студійний альбом «Can't Take Me Home» став подвійно платиновим у США. Альбом під впливом R&B породив дві пісні Billboard Hot 100: «There You Go» та «Most Girls». Pink отримала подальше визнання завдяки спільному синглу «Lady Marmalade» для «Мулен Руж!», який очолив багато світових чартів. З другим студійним альбомом «Missundaztood» Pink переорієнтувала своє звучання на поп-рок. Альбом розійшовся тиражем понад 13 мільйонів копій по всьому світу, а також випустила міжнародні хіти «Get the Party Started», «Don't Let Me Get Me» і «Just Like a Pill».
«Try This» — третій студійний альбом Pink, який продався значно гірше, ніж її другий студійний альбом, але приніс їй премію «Греммі» за найкраще жіноче рок-вокальне виконання. Вона повернулася на вершину чартів зі своїми четвертим та п'ятим студійними альбомами, «I'm Not Dead» та «Funhouse», які також увійшли до першої десятки. Шостий студійний альбом Pink, «The Truth About Love», став її першим альбомом Billboard 200, який посів перше місце. У 2014 році Pink записала спільний альбом «Rose Ave», з канадським музикантом Далласом Ґріном. Її наступні студійні альбоми, «Beautiful Trauma» та «Hurts 2B Human», обидва дебютували на вершині чарту Billboard 200, а «Beautiful Trauma» став третім альбомом року, який найбільше продавався у світі. Її дев'ятий і останній студійний альбом, «Trustfall», досяг 2-го місця в США.

## Життєпис
Аліша Мур народилася в Дойлстауні (штат Пенсільванія, США). Вона дочка медсестри Джудіт Мур (до шлюбу Кугель), і Джеймса Мура-мол., ветерана війни у В'єтнамі. Її батько — католик, а мати єврейка, а її предки емігрували з Ірландії, Німеччини та Литви. Pink виросла в Дойлстауні, де відвідувала початкову школу Kutz, середню школу Lenape і вищу школу Central Bucks West High School. Батько грав на гітарі та співав пісні для неї, і з раннього віку вона прагнула стати рок-зіркою. У Pink є брат, Джейсон Мур (народився 1977 року).
Аліша Мур розвивала голос із самого дитинства. Хоча вона була здоровою дитиною з народження, Аліша захворіла на астму, яка мучила її в дитинстві. Коли вона була підлітком, то писала вірші аби відвести душу, а її мати коментувала: «Її перші записи були завжди дуже інтроспективними. Деякі з них були дуже похмурими та дуже глибокими, майже знервованими». Вона почала виступати в клубах Філадельфії у 14 років і була скейтбордисткою, хіп-хоперкою та гімнасткою.
4 квітня 2020 року співачка повідомила про своє зараження коронавірусом: зазначила, що симптоми коронавірусу з'явилися за два тижні до того в неї та її трирічного сина Джеймсона, а тести дали позитивний результат. За кілька днів повторні тести дали негативний результат. Pink зазначила, що потрібно зробити тестування більш доступним для громадян. За її словами, вона пожертвувала $ 500 тис. Фонду невідкладної допомоги лікарні при Темпльському університеті Філадельфії та ще $ 500 тис. Кризовому фонду мера Лос-Анджелеса.

## Благодійність та суспільна діяльність
Пінк — вегетаріанка, брала участь в багатьох акціях PETA. Також входить до багатьох благодійних фондів.

## Фільмографія
| Фільм | Фільм                       | Фільм                            | Фільм |
| Рік   | Фільм                       | Роль                             |       |
| ----- | --------------------------- | -------------------------------- | ----- |
| 2000  | Ski To The Max              | камео                            |       |
| 2002  | Роллербол                   | Рок-співачка, камео              |       |
| 2003  | Ангели Чарлі: Тільки вперед | Вугільний Кубок                  |       |
| 2007  | Катакомби                   | Керолін                          |       |
| 2009  | SpongeBob's Truth or Square | камео (запрошена зірка-співачка) |       |
| 2010  | Зірковий ескорт             | камео                            |       |
| 2011  | Веселі ніжки 2              | пінгвін Глорія (озвучування)     |       |
| 2012  | Дякую за обмін              | Діді                             |       |

## Дискографія
Студійні альбоми
- 2000: Can't Take Me Home
- 2001: Missundaztood
- 2003: Try This
- 2006: I'm Not Dead
- 2008: Funhouse
- 2012: The Truth About Love
- 2017: Beautiful Trauma
- 2019: Hurts 2B Human
- 2023: Trustfall

Збірники
- 2010: Greatest Hits... So Far!!!

Концертні альбоми
- 2009: Funhouse Tour: Live in Australia
- 2021: All I Know So Far: Setlist

DVD
- 2006: Pink: Live in Europe
- 2007: Pink: Live from Wembley Arena
- 2009: Pink: Live in Australia

Інші
- 2007: Pink Box